# Zeche Schelle
Die Zeche Schelle war ein Steinkohlenbergwerk im Sprockhöveler Stadtteil Niedersprockhövel. Das Bergwerk befand sich westlich vom Pleßbachtal im Bereich der Hohen Egge. Die Zeche Schelle war eine von 19 Sprockhöveler Zechen, die auch als Crone'sches Revier bezeichnet wurden.

## Geschichte

### Die Anfänge
Am 20. Mai des Jahres 1705 wurde ein Längenfeld verliehen. Das Feld befand sich auf dem Südflügel auf der untersten von drei übereinander liegenden Mulden. Auf dem Gegenflügel befand sich die Zeche Haberbank. Nach der Verleihung ging das Bergwerk für mehrere Jahre in Betrieb. Der Betrieb wurde von bis zu acht Bergleuten durchgeführt. Am 14. Juli des Jahres 1784 wurde das im Betrieb befindliche Bergwerk durch den damaligen Leiter des märkischen Bergamtsbezirkes, den Freiherrn vom Stein befahren. Vom Stein machte in seinem Protokoll Angaben über den Zustand des Bergwerks und die Leistung der dort beschäftigten Bergleute. Zu diesem Zeitpunkt wurde ein Flöz durch einen Stollen gelöst, der eine Länge von 143 Lachtern hatte. Der Stollen war auf eine Länge von etwa 6,28 Metern mit Holzausbau versehen. Die weiteren 293 Meter des Stollens waren im festen Gebirge aufgefahren worden und ohne Ausbau. Das Stollenmundloch befand sich im Bereich der heutigen Autobahnbrücke zum Pleßbachtal. Die Kohlen wurden im Unterwerksbau gewonnen und über einen Haspelbremsberg gefördert. Nach dem Jahr 1784 lag das Bergwerk für mehrere Jahre in Fristen. Ab dem Jahr 1796 gehörte das Bergwerk zum Befahrungsrevier des Obersteigers Hilgenstock.

### Der weitere Betrieb bis zur Konsolidation
Im Jahr 1800 wurde das Bergwerk wieder in Betrieb genommen, der Schacht Carl war in Förderung. Im Jahr 1805 waren die Schächte Rudolf, Otto und Carl in Betrieb. In diesem Jahr wurden 2188 Tonnen Steinkohle gefördert. Im Jahr 1809 wurde das Bergwerk für mehrere Jahre stillgelegt. Im Februar des Jahres 1822 wurde am Schacht Henriette mit dem Abbau begonnen. Der Schacht war mit einem Göpel ausgerüstet und wurde gemeinsam mit der Zeche Haberbank genutzt. Die beiden Bergwerke bauten im gleichen Flöz, jedoch auf unterschiedlichen Flügeln. Neben dem Schacht Henriette war in diesem Jahr der Schacht Piele in Betrieb. Im Jahr 1826 vereinigten sich beide Bergwerke unterhalb der Stollensohle zur Zeche Vereinigte Schelle & Haberbank. Grund für diese Vereinigung war das Anlegen eines gemeinsamen Tiefbaus. Oberhalb der Stollensohle blieben beide Bergwerke weiterhin eigenständig. Im Jahr 1829 wurde der Abbau oberhalb der Stollensohle eingestellt.

## Heutiger Zustand
Das ehemalige Bergwerk ist heute, als Teil der ehemaligen Zeche Vereinigte Schelle & Haberbank, Bestandteil des Pleßbachweges. Aus dem Stollenmundloch der ehemaligen Zeche Schelle fließt heute noch das Grubenwasser in einem kleinen Rinnsal heraus. Das Wasser ist durch gelöste Eisenoxide bräunlich gefärbt.